# Murtosaari (ö i Södra Savolax, Nyslott, lat 62,29, long 29,03)
Murtosaari är en ö i Finland. Den ligger i sjön Vuokalanjärvi och i kommunen Nyslott i  landskapet Södra Savolax, i den sydöstra delen av landet, 300 km nordost om huvudstaden Helsingfors. Öns area är 3,1 hektar och dess största längd är 320 meter i öst-västlig riktning.